# Going to the Mat
Going to the Mat (bra: Uma História de Luta) é um telefilme estadunidense original do Disney Channel lançado em 19 de março de 2004, dirigido por Stuart Gillard e estrelado por Andrew Lawrence, com o roteiro por Chris Sean Nolan e Laurie Nolan.

## Enredo
Jason "Jace" Newfield (Andrew Lawrence) é um deficiente visual, que adora tocar bateria, cuja família se mudou recentemente de Nova York para Salt Lake City. Jace entra em uma nova escola, aonde conhece o Sr. Wyatt, um professor de música que também é deficiente visual, e um novo amigo, Vincent "Fly" Shu, e seu interesse amoro Mary Beth. 
Jace tanta se encaixar de todas as maneiras, porém, Fly avisa que a única maneira de se encaixar naquela escola é sendo um atleta. Então, em um esforço para ajudar Jace a se encaixar, Mary Beth pede que ele faça um teste para o time de luta livre, cujo pai é o treinador. Fly involuntariamente tenta entrar no time com Jace, e os dois conseguem. Agora Jace tem um novo desafio pessoal para conquistar.

## Elenco
- Andrew Lawrence - Jason "Jace" Newfield
- Alessandra Torense - Mary Beth Rice
- Khleo Tomas - Vicent "Fly" Shue
- Whayne Brady - Mason Wyatt
- D.b Sweeney - Treinador Rice
- Billy Aaron Brown - John Lambrix
- Brenda Strong- Patty Newfield
- Brian Wimmer - Tom Newfield
- Brett Yoder - Mike
- Nathan Stevens - Davey
- Tim Sabuco - Wrestler Doubler
- T.j Lowther - Luke

## Recepção
Going to the Mat tem 73% aprovação no Rotten Tomatoes, sendo um dos filmes do Disney Channel com maior aprovação.

## Trilha Sonora
- "Whithout A doubt" por Numbs.

Escrita por Mark Tomas,Shawn Murphy,Cornell Salluono,Rick Angula e Gunnar Olsen.
- "Funkmeister" por Ratboy Cutz.

Escrita por David Hadland e Scott Schorr.
- Going to the Mat

Música de Russell Kunkel.